# Hugh Edwin Strickland
Pour les articles homonymes, voir Strickland.
Hugh Edwin Strickland est un ornithologue et un géologue britannique, né le 2 mars 1811 à Reighton dans le Yorkshire de l'Est et mort le 14 septembre 1853.

## Biographie
Il est le petit-fils de George Strickland (1729-1808), 5e baronnet de Boynton, qui lui inculque très tôt le goût de l’histoire naturelle.
Il fait ses études à l’Oriel College d’Oxford et suit le cours d’anatomie de John Kidd (1775-1851) et de géologie de William Buckland (1784-1856). Il se passionne alors pour la zoologie et la géologie. Il obtient un B.A. en 1831 et un M.A. en 1832.
Il retourne chez lui à Cracombe House, près de Tewkesbury, où il commence à étudier la géologie du val d’Evesham, la région du sud du Worcestershire, le long de la vallée de la rivière Avon, autour de la ville d’Evesham. Il communique ses observations à la Société géologique de Londres (1833-1834). Il se consacre également à l’ornithologie.
Par l’intermédiaire de Roderick Murchison (1792-1871), il rencontre William John Hamilton (1805-1867) et l’accompagne en 1835 dans un voyage en Asie Mineure, en Thrace et sur l’île de Zante.
Après son retour, Strickland fait paraître plusieurs articles sur la géologie des régions qu’il a visitées. Il continue de faire des recherches sur la géologie de l’Angleterre et publie de nombreux articles, seul ou avec Murchison.
Il est également l’auteur de mémoires sur les oiseaux qu’il présente auprès de la Société zoologique de Londres, les Annals and Magazine of Natural History et la British Association for the Advancement of Science. Il participe, en 1842, à la constitution d’un comité chargé de fixer les règles de la taxinomie en zoologie.
Il corrige, augmente et fait paraître le manuscrit de Louis Agassiz (1807-1873) intitulé Bibliographia Zoologiae et Geologiae (1848). En 1845, il édite avec James Buckman (1818-1884) une deuxième édition, enrichie, de l’ouvrage de Murchison Outline of the Geology of the neighbourhood of Cheltenham. En 1846, il s’installe à Oxford et fait paraître deux ans plus tard, avec Alexander Gordon Melville (1819-1901), un travail sur The Dodo and its kindred (1848).
Il devient membre en 1852 de la Royal Society. L’année suivante, alors qu’il étudiait des spécimens sur le bas-côté d’une voie de chemin de fer, il est tué par un train express alors qu’il faisait un pas de côté pour éviter un train de marchandises.
Ses Ornithological Synonyms paraissent en 1855. Sa collection de 6 000 oiseaux est aujourd’hui conservée à l’université de Cambridge.